# Maxwell (voetballer)
Maxwell Scherrer Cabelino Andrade (Cachoeiro de Itapemirim, 27 augustus 1981), alias Maxwell, is een Braziliaans voormalig voetballer, die tevens de Nederlandse nationaliteit bezit. Hij speelde bij voorkeur links in de verdediging of links op het middenveld. Maxwell kwam van 2000 tot en met 2017 uit voor Cruzeiro, Ajax, Empoli, Internazionale, FC Barcelona en Paris Saint-Germain. In zijn voetballoopbaan won Maxwell een imposant aantal van drieëndertig officiële clubprijzen. Hij speelde van 2013 tot en met 2014 tien interlands in het Braziliaans voetbalelftal. Maxwell is sinds 2017 assistent-technisch directeur bij Paris Saint-Germain.

## Clubcarrière
In de zomer van 2001 kwam Maxwell over van Cruzeiro naar Ajax. Op 19 augustus van dat jaar maakte hij zijn debuut in de thuiswedstrijd tegen Roda JC. Meer dan een jaar later scoorde hij pas zijn eerste doelpunt voor Ajax, uit bij RKC Waalwijk op 26 oktober, waarmee hij een punt wist te redden voor de Amsterdamse club. In oktober 2004 werd Maxwell voor het eerst opgeroepen voor het Braziliaans nationaal elftal. Hij speelde echter niet. Eerder debuteerde Maxwell wel in het olympisch elftal van Brazilië. In de halve finale van de KNVB beker van 2004/05, uit bij Willem II, scheurde Maxwell ongelukkig z'n knieband af bij een landing na een sprong over een tegenstander. De revalidatie duurde erg lang en hij kwam niet meer aan spelen toe.
Eind januari 2006 maakte Maxwell bekend Ajax per direct te verlaten en te vertrekken naar Internazionale. Een dag later, op 1 februari, was de transfer afgerond en vertrok Maxwell naar Italië. In Italië werd Maxwell tot het einde van het seizoen gestald bij het kleinere Empoli. Inter had al het maximale aantal spelers buiten de EU in de selectie, dus kon Maxwell nog niet voor Inter uitkomen. Met Internazionale won Maxwell uiteindelijk driemaal de Serie A (2007, 2008, 2009) en tweemaal de Supercoppa Italiana (2006, 2008). Nadat hij in het seizoen 2008/09 zijn basisplaats verloor aan Davide Santon, stond Maxwell open voor een vertrek bij Internazionale.
In juli 2009 werd hij voor €4.500.000,- gekocht door FC Barcelona. Met deze club won Maxwell in het seizoen 2009/10 de Primera División, de Supercopa de España, de UEFA Super Cup en de FIFA Club World Cup.
Hij maakte in januari 2012 een transfer van FC Barcelona naar Paris Saint-Germain. Hier ging hij deel uitmaken van een door Qatar Sports Investments gefinancierd team dat in de volgende jaren iedere nationale prijs won. Maxwell verlengde in juni 2016 zijn contract bij Paris Saint-Germain tot medio 2017. Op 27 mei 2017 speelde Maxwell zijn laatste wedstrijd in het shirt van Paris Saint-Germain. Hij won met zijn club de finale van de Coupe de France tegen Angers met 0–1.
Maxwell heeft de UEFA-managmentopleiding Executive Master for International Players (MIP) gedaan.

## Clubstatistieken
| Seizoen         | Club                |                    | Competitie       | Competitie | Competitie | Beker | Beker | Internationaal | Internationaal | Overig | Overig | Totaal | Totaal |
| Seizoen         | Club                | Wed.               | Competitie       | Dlp.       | Wed.       | Dlp.  | Wed.  | Dlp.           | Wed.           | Dlp.   | Wed.   | Dlp.   |        |
| --------------- | ------------------- | ------------------ | ---------------- | ---------- | ---------- | ----- | ----- | -------------- | -------------- | ------ | ------ | ------ | ------ |
| 2001/02         | Ajax                | Vlag van Nederland | Eredivisie       | 24         | 0          | 2     | 0     | 4              | 0              | —      | —      | 30     | 0      |
| 2002/03         | Ajax                | Vlag van Nederland | Eredivisie       | 30         | 4          | 2     | 0     | 12             | 0              | 1      | 0      | 45     | 4      |
| 2003/04         | Ajax                | Vlag van Nederland | Eredivisie       | 31         | 2          | 1     | 0     | 7              | 0              | —      | —      | 39     | 2      |
| 2004/05         | Ajax                | Vlag van Nederland | Eredivisie       | 29         | 3          | 3     | 0     | 7              | 1              | 1      | 0      | 40     | 4      |
| 2005/06         | Ajax                | Vlag van Nederland | Eredivisie       | 0          | 0          | 0     | 0     | 0              | 0              | 0      | 0      | 0      | 0      |
| Club totaal     | Club totaal         | Club totaal        | Club totaal      | 114        | 9          | 8     | 0     | 30             | 1              | 2      | 0      | 154    | 10     |
| 2006/07         | Internazionale      | Vlag van Italië    | Serie A          | 22         | 1          | 5     | 0     | 2              | 0              | 0      | 0      | 29     | 1      |
| 2007/08         | Internazionale      | Vlag van Italië    | Serie A          | 32         | 0          | 4     | 0     | 7              | 0              | 0      | 0      | 43     | 0      |
| 2008/09         | Internazionale      | Vlag van Italië    | Serie A          | 24         | 1          | 3     | 0     | 4              | 0              | 1      | 0      | 32     | 1      |
| Club totaal     | Club totaal         | Club totaal        | Club totaal      | 78         | 2          | 12    | 0     | 13             | 0              | 1      | 0      | 104    | 2      |
| 2009/10         | FC Barcelona        | Vlag van Spanje    | Primera División | 25         | 0          | 3     | 0     | 7              | 0              | 1      | 0      | 36     | 0      |
| 2010/11         | FC Barcelona        | Vlag van Spanje    | Primera División | 25         | 0          | 7     | 1     | 7              | 0              | 2      | 0      | 41     | 1      |
| 2011/12         | FC Barcelona        | Vlag van Spanje    | Primera División | 7          | 0          | 1     | 0     | 4              | 1              | 0      | 0      | 12     | 1      |
| Club totaal     | Club totaal         | Club totaal        | Club totaal      | 57         | 0          | 11    | 1     | 18             | 1              | 3      | 0      | 89     | 2      |
| 2011/12         | Paris Saint-Germain | Vlag van Frankrijk | Ligue 1          | 14         | 1          | 1     | 0     | 0              | 0              | —      | —      | 15     | 1      |
| 2012/13         | Paris Saint-Germain | Vlag van Frankrijk | Ligue 1          | 33         | 2          | 5     | 0     | 10             | 0              | —      | —      | 48     | 2      |
| 2013/14         | Paris Saint-Germain | Vlag van Frankrijk | Ligue 1          | 24         | 3          | 3     | 0     | 8              | 0              | 1      | 0      | 36     | 3      |
| 2014/15         | Paris Saint-Germain | Vlag van Frankrijk | Ligue 1          | 26         | 3          | 4     | 1     | 10             | 0              | 0      | 0      | 40     | 4      |
| 2015/16         | Paris Saint-Germain | Vlag van Frankrijk | Ligue 1          | 28         | 3          | 4     | 0     | 9              | 0              | 1      | 0      | 42     | 3      |
| 2016/17         | Paris Saint-Germain | Vlag van Frankrijk | Ligue 1          | 0          | 0          | 0     | 0     | 0              | 0              | 1      | 0      | 1      | 0      |
| Club totaal     | Club totaal         | Club totaal        | Club totaal      | 125        | 12         | 15    | 1     | 37             | 0              | 3      | 0      | 182    | 13     |
| Carrière totaal | Carrière totaal     | Carrière totaal    | Carrière totaal  | 374        | 23         | 46    | 2     | 98             | 2              | 9      | 0      | 529    | 27     |

Bijgewerkt tot en met 6 augustus 2016

## Interlandcarrière
Maxwell debuteerde op 14 augustus 2013 op 31-jarige leeftijd in het Braziliaans voetbalelftal tijdens een vriendschappelijke oefeninterland tegen Zwitserland in Bazel. Toenmalig bondscoach Luiz Felipe Scolari stuurde hem na 56 minuten het veld in als vervanger van Marcelo. Brazilië verloor de wedstrijd met 1–0. Scolari nam Maxwell vervolgens ook mee naar het WK 2014. Brazilië eindigde daarop als vierde nadat het met 3–0 verloor van Nederland. Die wedstrijd bleek later Maxwells laatste als international. Op 7 oktober van datzelfde jaar maakte Maxwell tijdens een interview op de Franse radio bekend dat hij niet meer voor Brazilië zou spelen.
| Interlands van Maxwell             | Interlands van Maxwell             | Interlands van Maxwell             | Interlands van Maxwell             | Interlands van Maxwell             | Interlands van Maxwell             | Interlands van Maxwell             |
| №                                  | Datum                              | Wedstrijd                          | Uitslag                            | Soort Wedstrijd                    | Doelpunten                         |                                    |
| Als speler bij Paris Saint-Germain | Als speler bij Paris Saint-Germain | Als speler bij Paris Saint-Germain | Als speler bij Paris Saint-Germain | Als speler bij Paris Saint-Germain | Als speler bij Paris Saint-Germain | Als speler bij Paris Saint-Germain |
| ---------------------------------- | ---------------------------------- | ---------------------------------- | ---------------------------------- | ---------------------------------- | ---------------------------------- | ---------------------------------- |
| 1.                                 | 14 augustus 2013                   | Zwitserland - Brazilië             | 1 – 0                              | Vriendschappelijk                  | 0                                  |                                    |
| 2.                                 | 7 september 2013                   | Brazilië - Australië               | 6 – 0                              | Vriendschappelijk                  | 0                                  |                                    |
| 3.                                 | 11 september 2013                  | Brazilië - Portugal                | 3 – 1                              | Vriendschappelijk                  | 0                                  |                                    |
| 4.                                 | 12 oktober 2013                    | Zuid-Korea - Brazilië              | 0 – 2                              | Vriendschappelijk                  | 0                                  |                                    |
| 5.                                 | 15 oktober 2013                    | Brazilië - Zambia                  | 2 – 0                              | Vriendschappelijk                  | 0                                  |                                    |
| 6.                                 | 17 november 2013                   | Honduras - Brazilië                | 0 – 5                              | Vriendschappelijk                  | 0                                  |                                    |
| 7.                                 | 20 november 2013                   | Brazilië - Chili                   | 2 – 1                              | Vriendschappelijk                  | 0                                  |                                    |
| 8.                                 | 3 juni 2014                        | Brazilië - Servië                  | 1 – 0                              | Vriendschappelijk                  | 0                                  |                                    |
| 9.                                 | 6 juni 2014                        | Brazilië - Panama                  | 4 – 0                              | Vriendschappelijk                  | 0                                  |                                    |
| 10.                                | 12 juli 2014                       | Brazilië - Nederland               | 0 – 3                              | WK 2014 troostfinale               | 0                                  |                                    |

Bijgewerkt t/m 12 juli 2014

## Erelijst

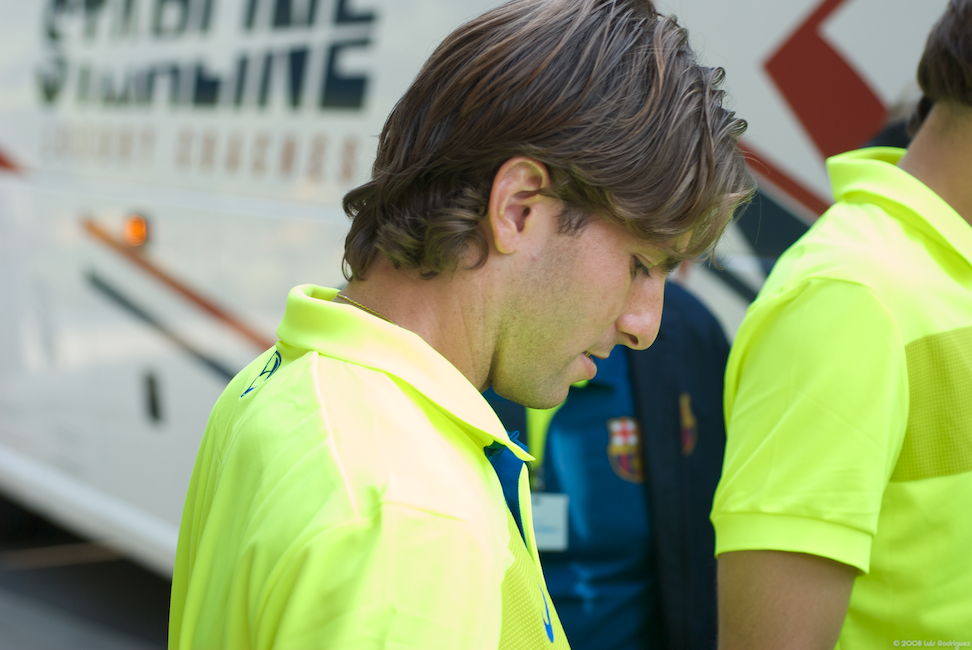
Maxwell bij Barcelona

| Competitie            |          |                                    |          |          |
| Competitie            | Aantal   | Jaren                              |          |          |
| Cruzeiro              | Cruzeiro | Cruzeiro                           | Cruzeiro | Cruzeiro |
| --------------------- | -------- | ---------------------------------- | -------- | -------- |
| Copa do Brasil        | 1x       | 2000                               |          |          |
| Ajax                  |          |                                    |          |          |
| Eredivisie            | 2x       | 2001/02, 2003/04                   |          |          |
| KNVB beker            | 1x       | 2001/02                            |          |          |
| Johan Cruijff Schaal  | 2x       | 2002, 2005                         |          |          |
| Internazionale        |          |                                    |          |          |
| Serie A               | 3x       | 2006/07, 2007/08, 2008/09          |          |          |
| Supercoppa Italiana   | 1x       | 2008                               |          |          |
| FC Barcelona          |          |                                    |          |          |
| UEFA Champions League | 1x       | 2010/11                            |          |          |
| UEFA Super Cup        | 2x       | 2009, 2011                         |          |          |
| FIFA Club World Cup   | 2x       | 2009, 2011                         |          |          |
| Primera División      | 2x       | 2009/10, 2010/11                   |          |          |
| Copa del Rey          | 1x       | 2011/12                            |          |          |
| Supercopa de España   | 2x       | 2009, 2010                         |          |          |
| Paris Saint-Germain   |          |                                    |          |          |
| Ligue 1               | 4x       | 2012/13, 2013/14, 2014/15, 2015/16 |          |          |
| Coupe de France       | 3x       | 2014/15, 2015/16, 2016/17          |          |          |
| Coupe de la Ligue     | 3x       | 2013/14, 2014/15, 2015/16          |          |          |
| Trophée des Champions | 3x       | 2013, 2015, 2016                   |          |          |

Individueel
| Prijs                              | Aantal | Jaren                     |
| ---------------------------------- | ------ | ------------------------- |
| Nederlands voetballer van het jaar | 1x     | 2003/04                   |
| Gouden Schoen                      | 1x     | 2003/04                   |
| Ligue 1 Team van het Jaar          | 3x     | 2012/13, 2014/15, 2015/16 |